# Hervaeus Natalis
Hervaeus Natalis, francoski dominikanec in teolog, * 1260, Nëdellec, † 1323.
Med letoma 1318 in 1323 je bil mojster reda bratov pridigarjev (dominikancev).
1. ↑  Record #118703935 // Gemeinsame Normdatei — 2012—2016.
2. ↑  SNAC — 2010.
3. ↑  opac.vatlib.it
4. ↑  Nacionalna zbirka normativnih podatkov Češke republike